# Doe Avedon
Doe Avedon, nata Dorcas Marie Nowell (Old Westbury, 7 aprile 1925 – Encino, 18 dicembre 2011), è stata un'attrice statunitense.

## Filmografia parziale

### Cinema
- Jigsaw, regia di Fletcher Markle (1949)
- Prigionieri del cielo (The High and the Mighty), regia di William A. Wellman (1954)
- Così parla il cuore (Deep in My Heart), regia di Stanley Donen (1954)
- Sfida alla città (The Boss), regia di Byron Haskin (1956)
- Love Streams - Scia d'amore (Love Streams), regia di John Cassavetes (1984)

### Televisione
- The Philco Television Playhouse - serie TV, 1 episodio (1949)
- I segreti della metropoli (Big Town) - serie TV, 13 episodi (1955-1956)
- Goodyear Theatre - serie TV, 1 episodio (1958)
- Alcoa Theatre - serie TV, 1 episodio (1958)
- Climax! - serie TV, 1 episodio (1958)